# 제37회 카를로비바리 국제 영화제
제37회 카를로비바리 국제 영화제는 2002년 7월 4일에 열린 시상식이다.

## 수상 및 후보

### 대상(장편)
- 악마의 해 - 피터 젤렌카 수상

### 심사위원특별상(장편)
- 러브 인 아프리카 - 카롤리네 링크 수상

### 감독상(장편)
- 할레드 - 아쉬갈 마섬바기 수상

### 여우주연상(장편)
- 갈매기의 웃음 - Ugla Egilsdottir 수상

### 남우주연상(장편)
- 포커스 - 윌리암 H. 머시 수상

### 심사위원특별언급(장편)
- 괜찮아, 울지마 - 민병훈 수상
- Smoking Room - Roger Gual 외1명 수상

### 다큐멘터리상(30분이하)
- 오벡 B. - 필립 레문다 수상

### 다큐멘터리상(30분이상)
- 연안에서 온 딸 - 이케야 카오루 수상

### 심사위원특별언급(다큐멘터�
- Devil´s Playground - Lucy Walker 수상
- Hunting Down an Angel or Four Passions of The Soothsayer Poet - Andrej Osipov 수상

### 영화제 위원장상
- 존 부어만 수상

Vlastimil Brodský 수상
- 숀 코네리 수상

### 공식부문-경쟁
- 마이클 요크 수상